# Deltatheridium
Deltatheridium és una de les primeres espècies de mamífer. Pertanyia a la família dels deltaterídids i visqué en allò que ara és Mongòlia durant el Cretaci superior.
Aquest animal difereix d'altres mamífers prehistòrics pel fet que, a diferència de Megazostrodon o de Leptictidium, era un marsupial, cosa que el relaciona amb animals com el cangur. Feia 15 cm. A part d'alimentar-se d'insectes, també menjava petits rèptils i carronya, que arrancava dels cadàvers utilitzant els seus ullals afilats.
S'especula que pogués ser un avantpassat dels animals placentaris en general i més específicament de l'ordre Insectivora.